# Římskokatolická farnost Vyšší Brod
Římskokatolická farnost Vyšší Brod je územním společenstvím římských katolíků v rámci českokrumlovského vikariátu českobudějovické diecéze.

## O farnosti

### Historie
Plebánie byla v místě zřízena ještě před založením místního kláštera. Klášter cisterciáků založen 1259. Od roku 1593 zde cisterciáci z kláštera vykonávali duchovní správu. V roce 1933 byla farnost povýšena na děkanství (tento titul však již není v současnosti v názvu farnosti používán, pouze byl-li by ustanoven farář, náležel by mu titul děkana).

#### Přehled duchovních správců
- 1959–1991 děkan Msgre. ThDr. Josef Krčál
- 1992–1999 D. Vojtěch Ivo Kvapil, O. Cist. (administrátor)
- 1999–2001 R. D. Ing. Josef Rousek (administrátor, bývalý osecký cisterciák)
- 2001–2020 R. D. Zdeněk Prokeš (administrátor)
- od r. 2020 Mons. ThLic. David Henzl (administrátor ex currendo, generální vikář)
- od  4.7.2021  R. D. Mgr. Jan Rothschedl  (administrátor excurrendo)
- od 1.5.2023 R. D. Mgr. Ing. Jan Špaček, dr. h. c.

Území farnosti (administrátor excurrendo)

### Současnost
Farnost je spravována diecézním knězem, v duchovní správě zde vypomáhá převor-administrátor z vyšebrodského kláštera. Vyšší Brod je dnes centrem farního obvodu, který vedle místní farnosti zahrnuje také bývalé farnosti Horní Dvořiště, Kapličky, Malšín.
Od března 2020 farnost mimořádně spravuje generální vikář českobudějovické diecéze Mons. David Henzl.
Od 4.7. 2021 má farnost znovu svého duchovního správce, který je zároveň farním vikářem v Českém Krumlově a odtud spravovaných farnostech.
Od 1.6. 2023 je farnost spravována excurrendo diecézním knězem z Horní Plané.
| Kostel                         | Místo                | Bohoslužba                                       | Bohoslužba             | Poznámka                                       |
| ------------------------------ | -------------------- | ------------------------------------------------ | ---------------------- | ---------------------------------------------- |
| Kaple sv. Prokopa              | Loučovice – část     | neslouží se pravidelně                           | neslouží se pravidelně | klášterní kaple                                |
| Kaple Panny Marie Sněžné       | Loučovice-Maria Rast | 3x ročně                                         | 3x ročně               | poutní kaple                                   |
| Kostel sv. Bartoloměje         | Vyšší Brod           | neděle                                           | 8.00                   | farní kostel                                   |
| Kostel Nanebevzetí Panny Marie | Vyšší Brod           | neděle pondělí úterý středa čtvrtek pátek sobota | 10.00 6.45             | klášterní kostel bohoslužby v tridentském ritu |
| Kaple sv. Anny                 | Vyšší Brod           | neslouží se pravidelně                           | neslouží se pravidelně | kaple v areálu kláštera                        |
| Kaple sv. Josefa               | Vyšší Brod           | neslouží se pravidelně                           | neslouží se pravidelně | kaple                                          |
| Kostel sv. Oldřicha            | Loučovice            |                                                  |                        | filiální kostel                                |